# 모리 시오리
모리 시오리(일본어: 森詩織, 1992년 11월 8일 ~ )는 일본 여성 아이돌 그룹인 파스포의 멤버이다. 애칭은 모리시(もりし)이다.
사이타마현 출신이다.

## 프로필
- 생년월일: 1992년 11월 8일
- 출신지: 도쿄도
- 가족관계: 아버지, 어머니